# سهو مطلق المطیری
سهو مطلق المطیری (انگلیسی: Sahow Metlaq؛ زادهٔ ۱۷ ژوئن ۱۹۸۸) یک ورزشکار اهل عربستان سعودی است.